# Lioubertsy
Lioubertsy (en russe : Люберцы) est une ville de l'oblast de Moscou, en Russie, et le centre administratif du raïon de Lioubertsy. Sa population s'élevait à 185 067 habitants en 2014.

## Géographie
Lioubertsy est située dans la banlieue sud-est de Moscou, à environ 20 km du centre de la capitale.

## Histoire
Reliée par chemin de fer à Moscou (quatre gares) elle comporte de grands ensembles d'habitation et quelques usines d'importance (construction d'hélicoptères Kamov, machines agricoles).

## Population
Recensements (*) ou estimations de la population :
| 1926* | 1931   | 1939*  | 1959*  | 1970*   | 1979*   |
| ----- | ------ | ------ | ------ | ------- | ------- |
| 6 393 | 18 600 | 46 491 | 93 255 | 139 401 | 159 563 |

| 1989*   | 2002*   | 2010*   | 2012    | 2013    | 2014    |
| ------- | ------- | ------- | ------- | ------- | ------- |
| 165 478 | 156 691 | 172 525 | 176 662 | 181 097 | 185 067 |

## Honneur
L'astéroïde (216439) Lioubertsy porte son nom.

## Galerie
|  |
|  |

|  |
|  |